# Telefonija Beograd
Telefonija Beograd (code BELEX : TLFN) est une entreprise serbe qui a son siège social à Belgrade. Elle travaille dans le secteur des télécommunications et des technologies de l'information.

## Histoire
Telefonija a été créée le 18 décembre 1954 et a pris son nom actuel en 1960. À l'origine, la société était une entreprise publique. En 1990, elle a été transformée en société par actions, l'État détenant 65 % du capital ; en 1999, la part de l'État ne représentait plus que 19,46 % du capital.
Telefonija Beograd a été admise au libre marché de la Bourse de Belgrade le 9 mai 2005 ; elle en a été exclue le 23 décembre 2013 et a été admise au marché réglementé.

## Activités
Telefonija Beograd vend des PABX et sert d'opérateur de téléphonie mobile (GSM) et de fournisseur d'accès à Internet (réseau local et étendu) et, notamment, la voix sur réseau IP.
Son ancienne filiale BeotelNet, qui fournit des accès Internet aux particuliers et aux professionnels, a été rachetée par le fonds chypriote Kerseyco Trading ltd. en juillet 2013.

## Données boursières
Le 2 juin 2014, l'action de Telefonija Beograd valait 60 RSD (0,52 EUR). Elle a connu son cours le plus élevé, soit 24 899 RSD (215,93 EUR), le 22 mars 2007 et son cours le plus bas, soit 60 RSD (0,52 EUR), le 25 février 2014.
Le capital de Telefonija Beograd est détenu à hauteur de 62,48 % par des personnes physiques ; la Erste Bank Novi Sad en détient 16,41 %.